# Heavysaurus
Heavysaurus is een conceptuele hardrockband, waarin dinosaurussen hardrock en heavy metal maken voor kinderen. Het concept is afkomstig uit Finland, maar kent intussen ook gelokaliseerde formaties in onder andere Duitsland en Argentinië. Naast live optredens, werden (in Finlans) ook musicals, een film en mobiel spel uitgebracht rond het concept.

## Geschiedenis

### Fictieve geschiedenis
65 miljoen jaar geleden, werd de aarde getroffen door een enorme planetoïde die de dinosauriërs liet uitsterven... Of toch bijna. 5 dino-eieren wisten aan dit lot te ontsnappen, en lagen sindsdien begraven in een berg. Miljoenen jaren later, verzamelden enkele heksen zich, op een stormachtige dag, in diezelfde berg.

Tijdens deze bijeenkomst, raakte een blikseminslag het middelpunt van de heksencirkel, waarna de 5 dino-eieren tevoorschijn kwamen. De heksen begonnen onmiddellijk spreuken uit te spreken op de eieren, waarna de 5 Heavysauri uitkwamen.

### Oprichting
De originele versie van Heavysaurus is afkomstig uit Finland, waar de band Hevisaurus heet. Het werd bedacht door de Finse drummer Mirka Rantanen nadat hij een optreden voor kinderen bijwoonde met zijn eigen kinderen. Na dit optreden besliste Rantanen om zelf een heavy metalband voor kinderen op te richten.
Intussen bracht de Finse Hevisaurus 7 albums uit, die in totaal meer dan 170.000 keer verkocht werd in Finland. Ook werden, rond enkele van die albums, musicals geschreven en een film gemaakt.

### Andere versies
Nadat bleek dat het concept ook buiten Finland aan interesse won, werd het concept gelicenseerd, waarna gelokaliseerde formaties opgericht werden in onder andere Duitsland, Argentinië en Zweden.
Lokale versies van Heavysaurus namen ook deel aan de Britse en Spaanse (als HeavySaurios) versies van de talentenjacht Got Talent.

## Bandleden
- Herra Hevisaurus/Mr Hevisaurus - Zang
- Milli Pilli - Keyboards
- Komppi Momppi - Drums
- Riffi Raffi - Gitaar
- Muffi Puffi - Bass

## Geschil met Sony Music
In 2011 bevonden Sony Music en Rantanen zich in een geschil over de auteursrechten en merknamen van de de band. Rantanen richtte daarop een nieuwe Hevisaurus op, genaamd "Sauruxet", met de bandleden die live meetourden met Hevisaurus. De rechtbank besliste uiteindelijk dat Sauruxet het label €100.000, en de gerechtskosten, moest betalen. De rechtbank erkende dat Rantanen de band heeft opgericht, maar dat hij de rechten heeft overgedragen aan Sony.